# Salamis
För andra betydelser, se Salamis (olika betydelser).

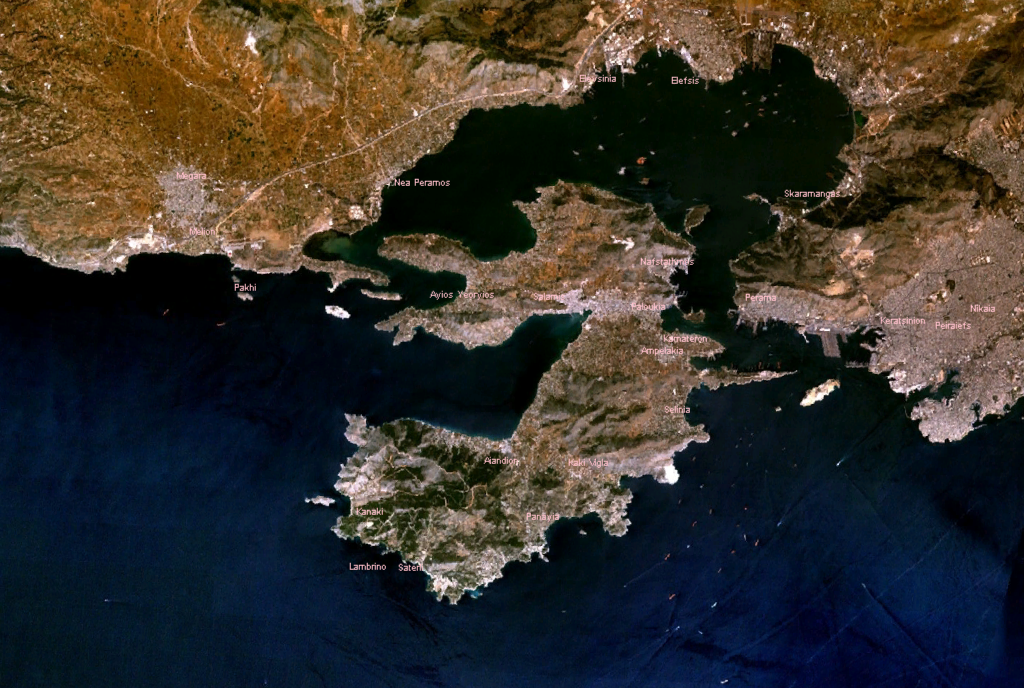
Satellitbild av Salamis.

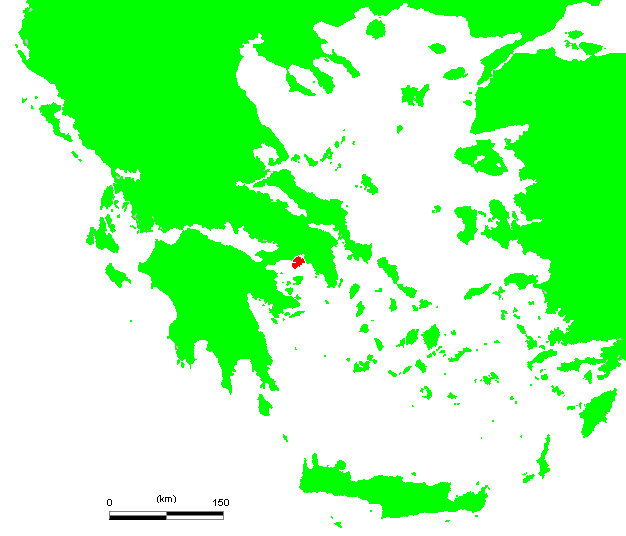
Lägeskarta för Salamis (märkt i rött).

Salamis är den största ön i Saroniska bukten i Grekland. Ön tillhör landskapet Attika i kommunen Dimos Salaminas och ligger omkring en sjömil söder om Pireus. Pireus är den enda hamnen i Grekland som är större än Salamis.

## Historia

### Slaget vid Salamis
Vid Salamis utkämpades ett sjöslag mellan grekerna och den persiske storkonungen Xerxes I:s flotta, år 480 f.Kr. Detta slag, som grekerna vann, var ett av flera avgörande slag under perserkrigen, som räddade den grekiska självständigheten och stoppade den persiska expansionen västerut (några av de övriga avgörande slagen under kriget var slaget vid Marathon 490 f.Kr., slaget vid Thermopyle 480 f.Kr. och slaget vid Plataiai 479 f.Kr.).
Grekerna flydde till ön Salamis på grund av den persiska invasionen. Grekerna drog till och med tillbaka sina trupper från Atens närhet så att det blev omöjligt att försvara staden och Atens ledare satte därför så många invånare på båtarna till ön Salamis som det var möjligt. Efter bara en kort belägring tog perserna över Aten och Akropolis och brände städerna. Trots det var greken Temistokles övertygad om att en seger till havs skulle vända på turen. 
Grekerna hade förankrat sig i sundet mellan det grekiska fastlandet och Salamis. För att lura in perserna skickade Temistokles ett meddelande till den persiska kungen Xerxes där det stod att om perserna anföll skulle atenarna byta sida i kriget och resten skulle fly. Xerxes gick på det för att det redan var så många atenare som bytt sida under kriget. Den persiska kungen stod på en bergstopp och såg ner på sin flotta som åkte in i sundet och blev ihopträngd. Grekerna anföll då med full kraft mot de persiska skeppen och det efterföljande slaget pågick i sju timmar och slutade med att perserna förlorade 200-300 skepp, medan grekerna däremot endast förlorade fyrtio. Efter detta slag så drog sig Xerxes sin här norrut då det inte längre gick att få förnödenheter över havet på grund av vintern.